# Single numer jeden w roku 1966 (USA)
Notowanie Billboard Hot 100 przedstawia najlepiej sprzedające się single w Stanach Zjednoczonych. Publikowane jest ono przez magazyn Billboard, a dane kompletowane są przez Nielsen SoundScan w oparciu o cotygodniowe wyniki sprzedaży cyfrowej oraz fizycznej singli, a także częstotliwość emitowania piosenek na antenach stacji radiowych.
| Data publikacji | Piosenka                           | Artysta                        |
| --------------- | ---------------------------------- | ------------------------------ |
| 1 stycznia      | "The Sounds of Silence"            | Simon and Garfunkel            |
| 8 stycznia      | "We Can Work It Out"               | The Beatles                    |
| 15 stycznia     | "We Can Work It Out"               | The Beatles                    |
| 22 stycznia     | "The Sounds of Silence"            | Simon and Garfunkel            |
| 29 stycznia     | "We Can Work It Out"               | The Beatles                    |
| 5 lutego        | "My Love"                          | Petula Clark                   |
| 12 lutego       | "My Love"                          | Petula Clark                   |
| 19 lutego       | "Lightnin’ Strikes"                | Lou Christie                   |
| 26 lutego       | "These Boots Are Made for Walkin’" | Nancy Sinatra                  |
| 5 marca         | "Ballad of the Green Berets"       | Barry Sadler                   |
| 12 marca        | "Ballad of the Green Berets"       | Barry Sadler                   |
| 19 marca        | "Ballad of the Green Berets"       | Barry Sadler                   |
| 26 marca        | "Ballad of the Green Berets"       | Barry Sadler                   |
| 2 kwietnia      | "Ballad of the Green Berets"       | Barry Sadler                   |
| 9 kwietnia      | "(You're My) Soul and Inspiration" | Righteous Brothers             |
| 16 kwietnia     | "(You're My) Soul and Inspiration" | Righteous Brothers             |
| 23 kwietnia     | "(You're My) Soul and Inspiration" | Righteous Brothers             |
| 30 kwietnia     | "Good Lovin'"                      | The Rascals                    |
| 7 maja          | "Monday, Monday"                   | The Mamas & the Papas          |
| 14 maja         | "Monday, Monday"                   | The Mamas & the Papas          |
| 21 maja         | "Monday, Monday"                   | The Mamas & the Papas          |
| 28 maja         | "When a Man Loves a Woman"         | Percy Sledge                   |
| 4 czerwca       | "When a Man Loves a Woman "        | Percy Sledge                   |
| 11 czerwca      | "Paint It, Black"                  | The Rolling Stones             |
| 18 czerwca      | "Paint It, Black"                  | The Rolling Stones             |
| 25 czerwca      | "Paperback Writer"                 | The Beatles                    |
| 2 lipca         | "Strangers in the night"           | Frank Sinatra                  |
| 9 lipca         | "Paperback Writer"                 | The Beatles                    |
| 16 lipca        | "Hanky Panky"                      | Tommy James and the Shondells  |
| 23 lipca        | "Hanky Panky"                      | Tommy James and the Shondells  |
| 30 lipca        | "Wild Thing"                       | The Troggs                     |
| 6 sierpnia      | "Wild Thing"                       | The Troggs                     |
| 13 sierpnia     | "Summer in the City"               | The Lovin’ Spoonful            |
| 20 sierpnia     | "Summer in the City"               | Lovin' Spoonful                |
| 27 sierpnia     | "Summer in the City"               | Lovin' Spoonful                |
| 3 września      | "Sunshine Superman"                | Donovan                        |
| 10 września     | "You Can’t Hurry Love"             | The Supremes                   |
| 17 września     | "You Can’t Hurry Love"             | The Supremes                   |
| 24 września     | "Cherish"                          | The Association                |
| 1 października  | "Cherish"                          | The Association                |
| 8 października  | "Cherish"                          | The Association                |
| 15 października | "Reach Out I'll Be There"          | The Four Tops                  |
| 22 października | "Reach Out I'll Be There"          | The Four Tops                  |
| 29 października | "96 Tears"                         | Question Mark & the Mysterians |
| 5 listopada     | "Last Train to Clarksville"        | The Monkees                    |
| 12 listopada    | "Poor Side of Town"                | Johnny Rivers                  |
| 19 listopada    | "You Keep Me Hangin' On"           | The Supremes                   |
| 26 listopada    | "You Keep Me Hangin' On"           | The Supremes                   |
| 3 grudnia       | "Winchester Cathedral"             | The New Vaudeville Band        |
| 10 grudnia      | "Good Vibrations"                  | The Beach Boys                 |
| 17 grudnia      | "Winchester Cathedral"             | The New Vaudeville Band        |
| 24 grudnia      | "Winchester Cathedral"             | The New Vaudeville Band        |
| 31 grudnia      | "I'm a Believer"                   | The Monkees                    |